# 베를린 템펠호프역
베를린 템펠호프역(Bahnhof Berlin-Tempelhof)역은 베를린 템펠호프쇠네베르크구 템펠호프에 있는 베를린 순환선 및 베를린 U6의 철도역이다. 템펠호퍼 담(Tempelhofer Damm)과 아우토반 100호선의 교차점에 역사가 설치되어 있으며, 베를린 템펠호프 공항 대합실에서 남쪽으로 1 km 떨어져 있다. 도시 철도역의 부역명은 쥐트링(Südring)이다.

## 순환선

### S반
베를린 순환선 건설 과정에서 1871년에 지상역이 건설되었다. 원래 역사 건설 위치는 현재의 역사에서 서쪽으로 떨어져 있었으나, 당시 근처에 주둔했던 프로이센군 근위군단 수송대대(Garde-Train-Bataillon)의 원활한 철도 수송을 위해서 1895년에 현재 위치로 이전했다. 이 시기에 순환선 열차 승강장에도 천장이 설치되었으며 반제선에 건설된 것과 비슷한 양식을 사용한다.
1905년에는 순환선 지상역 승강장 서쪽 위로 교량형 신호소가 건설되었다. TF 신호소에서는 화물역에서 동쪽으로 출발하는 열차를 제어했다. 1928년에는 교량형 신호소가 Tr 신호소로 확장되어 S반 기지에서 동쪽으로 출발하는 열차를 제어했다. 신호소 교량은 화물선 승강장으로의 진입 통로 역할을 겸했다.
1928년에 지상역 여객열차선이 전철화되었으며 1930년에 베를린 S반으로 편입되었다. 이 과정에서 S반 파페슈트라세(Papestraße) 기지 근처에 직류 변전소를 설치했으며, S반 기지에서 서쪽으로의 출발을 제어하는 Tat 신호소, 화물선에서 서쪽으로의 출발을 제어하는 Twt 신호소가 추가되었다.
1961년 베를린 장벽 건설 이후 서베를린에서 S반 보이콧이 진행되면서 S반 이용객이 감소했다. 1980년 서베를린 BVG로 서베를린 S반 운영권이 넘어간 후에는 이 역이 포함된 서베를린의 순환선 구간이 1980년 9월에 영업을 중단했다. 도시 철도역은 영업을 지속했으며 부역명 쥐트링(Südring)이 당시에는 제거되었다. 독일의 재통일 이후에야 S반 운행이 복구되었으며, 1993년 12월 17일에 S반의 운행이 재개되었다. 바움슐렌베크-베스트엔트 구간을 운행하는 열차가 운행하기 시작했으며, 환승도 다시 가능해졌다.
S반 승강장에는 1인 승무를 위한 ZAT-FM이 설치되어 있다.

### 화물역

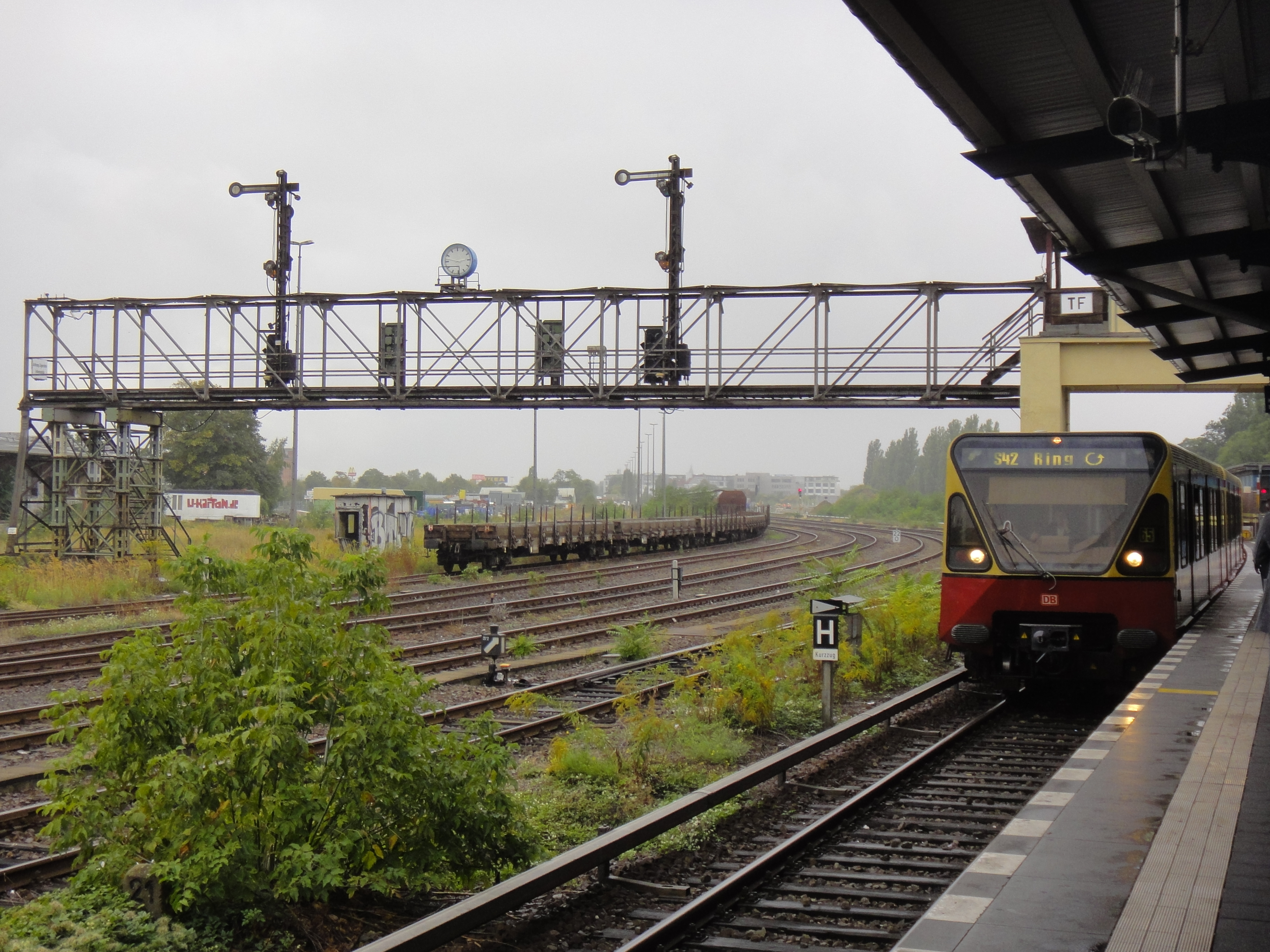
화물역, 2013년

S반 승강장 남쪽으로 순환선의 화물역이 있다. 화물역 서쪽으로는 드레스덴선과의 연결선이 설치되어 있다. TF 신호소가 설치된 교량에는 색등식 신호기와 완목 신호기가 설치되어 있었다.
템펠호프-할렌제 구간 남부 순환선의 화물선 운행 재개 과정에서 2016년에 템펠호프 화물역이 전자식 신호소와 연동되었고 Ks 신호기가 설치되었다. 이 과정에서 일부 측선이 철거되었다. TF 신호소와 신호소 교량은 2016년에 운영을 중지했고, 이후에 교량이 철거되었다.

## 도시 철도
1929년 12월 22일 템펠호퍼 담의 순환선 역사 남쪽에 도시 철도역사가 개업했다. 베를린 지하철에서 최초로 같은 건물 안에 S반과 지하철간 환승 통로가 있는 구조이다. 도시 철도역과 대합실 건물은 알프레드 그레난데르가 설계했으며, 이후 노이쾰른역과 같은 곳에서 비슷한 구조물이 지어졌다.
2010년 5월부터 템펠호프 지하철역 북동쪽으로 템펠호퍼 펠트 방면 출구 재건설이 계획되어 있으나 여전히 건설되지 않았다. S반 역사에서 템펠호퍼 담의 동쪽으로 이어지는 출구도 계획 중이며, 철교 보수 공사와도 연결되어 있다. 공사 일정은 확정되어 있지 않다.

## 인접 철도역
| 베를린 S반                     | 베를린 S반 | 베를린 S반                                |
| ------------------------------ | ---------- | ----------------------------------------- |
| 헤르만슈트라세 반시계방향 순환 | S41 · S42  | 쥐트크로이츠 시계방향 순환                |
| 쥐트크로이츠 방면              | S45        | 헤르만슈트라세 BER 공항 방면              |
| 쥐트크로이츠 베스트엔트 방면   | S46        | 헤르만슈트라세 쾨니히스 부스터하우젠 방면 |
| 베를린 지하철                  |            |                                           |
| 파라데슈트라세 알트테겔 방면   | U6         | 알트템펠호프 알트마리엔도르프 방면        |